# Mertensophryne mocquardi
Mertensophryne mocquardi là một loài cóc trong họ Bufonidae. Chúng là loài đặc hữu của Kenya.
Các môi trường sống tự nhiên của chúng là các khu rừng vùng núi ẩm nhiệt đới hoặc cận nhiệt đới, đồng cỏ ở cao nhiệt đới hoặc cận nhiệt đới, sông, và đầm nước ngọt có nước theo mùa.